# Festival de Saint-Sébastien 2003
Le festival international du film de Saint-Sébastien 2003, 51e édition du festival (51 Festival de San Sebastián ou 51 Donostiako Zinemaldia), s'est tenu du 17 au 27 septembre 2003.

## Jury officiel
- Héctor Babenco (Président)
- Al Clark
- Acácio de Almeida
- Hugh Hudson
- Sílvia Munt
- Bulle Ogier

## Sélection

### En compétition
- Schussangst de Dito Tsintsadze
- Ne dis rien (Te doy mis ojos) de Iciar Bollaín
- Dans le rouge du couchant de Edgardo Cozarinsky
- En la ciudad de Cesc Gay
- Grimm de Alex van Warmerdam
- Histoire de Marie et Julien de Jacques Rivette
- Inheritance de Per Fly
- La Jeune Fille à la perle (Girl with a Pearl Earring) de Peter Webber
- Memories of Murder de Bong Joon-ho
- Noviembre de Achero Mañas
- O caminho das nuvens de Vicente Amorim
- Les yeux qui ne voient pas (Ojos que no ven) de Francisco José Lombardi
- Suite Habana de Fernando Pérez
- Veronica Guerin de Joel Schumacher
- SuperTex de Jan Schütte
- The Station Agent de Tom McCarthy

## Palmarès
- Coquille d'or du meilleur film : Schussangst de Dito Tsintsadze (Allemagne)
- Prix spécial du jury : The Station Agent de Tom McCarthy
- Coquille d'Argent du meilleur réalisateur : Bong Joon-ho pour Memories of Murder (Sa-lin-eui chu-eok)
- Coquille d'Argent de la meilleure actrice : Laia Marull pour Ne dis rien
- Coquille d'Argent du meilleur acteur : Luis Tosar pour Ne dis rien
- Prix du jury de la meilleure photographie : Eduardo Serra pour La Jeune Fille à la perle
- Prix du jury du meilleur scénario : (ex æquo) Per Fly, Kim Leona, Mogens Rukov et Dorte Hogh pour Inheritance

## Prix Donostia
- Robert Duvall
- Sean Penn
- Isabelle Huppert